# Cixius montosa
Cixius montosa är en insektsart som beskrevs av Tsaur 1991. Cixius montosa ingår i släktet Cixius och familjen kilstritar. Inga underarter finns listade i Catalogue of Life.